# TV Arapuan
TV Arapuan é uma emissora de televisão brasileira sediada em João Pessoa, capital do Estado da Paraíba. Opera no canal 14 (23 UHF digital) e é afiliada à Band. Pertence ao Sistema Arapuan de Comunicação, do qual também fazem parte a TV Miramar (afiliada à TV Cultura) e as rádios Arapuan FM (João Pessoa, Campina Grande, Patos e Cajazeiras), Sucesso FM (João Pessoa e Patos), BandNews FM João Pessoa e Miramar FM, além do portal de notícias Paraíba.com.br.

## História
Em 26 de junho de 1975, a TV Arapuan recebeu concessão para instalação no canal 7. Em 1979, a concessão foi cassada porque a emissora não conseguiu cumprir o prazo para a instalação do canal.
Em 1997, o Governo Federal, através do edital 144/97, abriu licitação do canal 24 para o município de João Pessoa. O grupo Arapuan venceu a disputa por meio da Sociedade Paraibana de Comunicação Ltda. Por questões técnicas, o canal foi alterado para 14.
A concessão do canal foi celebrada pelo Diretor-Presidente, João Gregório, e pelo Ministro das Comunicações, Hélio Costa. O contrato assinado foi publicado no Diário Oficial da União, no dia 4 de outubro de 2007. O Ministério das Comunicações declarou que o grupo Arapuan encontra-se habilitado para prestar serviços à sociedade paraibana.
A TV Arapuan afiliou-se à RedeTV!, garantindo 6 horas de programação local. Assim, passou a ser a primeira afiliada da RedeTV! na Paraíba.
No dia 13 de fevereiro de 2008, os personagens Silvio e Vesgo (interpretados, respectivamente, por Wellington Muniz (Ceará)  e Rodrigo Scarpa), integrantes do elenco do então programa Pânico na TV, deflagraram o processo de implantação, em João Pessoa, da TV Arapuan (canal 14). A dupla foi em todas as emissoras de rádio e TV do Grupo Arapuan para divulgar o lançamento da mais nova emissora de televisão da Paraíba.
No dia 3 de junho de 2008, a TV Arapuan entrou no ar em fase experimental em João Pessoa transmitindo integralmente a programação da RedeTV!.
No dia 5 de outubro de 2008 entrou no ar oficialmente, estreando a grade local começando pela cobertura nas eleições 2008.
Em 2018, a TV Arapuan começa a interiorização do sinal digital pela cidade de Cajazeiras pelo canal 23.1, depois veio Solânea pelo canal 23.1, Patos, pelo canal 40 analógico e 8.3, da TV Sol, Guarabira, pelo canal 23.1 e Campina Grande, pelo canal 40.1. Em 2019, ganha mais cinco cidades com o sinal da emissora: Matureia, pelo canal 32.1, Pombal, pelo canal 20.1, Itaporanga, pelo canal 23.1, Catolé do Rocha, pelo canal 24.1 e Monteiro, pelo canal 24.1.
Em 27 de janeiro de 2020, Patrícia Rocha e Bruno Sakaue que vieram da TV Cabo Branco, estrearam o programa No A, fazendo com que as vezes a emissora seja líder de audiência em João Pessoa. Entretanto, três meses depois, os apresentadores deixaram a emissora, devido à redução salarial proposta pela empresa por conta da crise provocada pela pandemia de Covid-19. Consequentemente, o programa No A foi extinto e deu lugar ao Cidade em Ação, que ganhou mais tempo na programação da emissora.
Em 24 de outubro de 2023, a direção da TV Arapuan anunciou que firmou contrato de afiliação com a Rede Bandeirantes, que desde 1998 tinha como afiliada local a TV Manaíra. O acordo firmado entre as empresas incluiu a afiliação da rádio 101.1 FM, em João Pessoa, à rede BandNews FM. Ambas as afiliações foram iniciadas no dia 28 de dezembro do mesmo ano. Antes da troca, a Arapuan já havia deixado de transmitir a RedeTV! logo no dia 26, cobrindo o espaço da antiga parceira com reprises e videoclipes, além de ter retransmitido de maneira provisória o canal Terraviva na madrugada do dia 27. Em 11 de janeiro, a emissora voltou a ser incluída na grade de canais da operadora Claro TV, passando a ser transmitida através dos canais 18 e 518 HD.

## Sinal digital
| Canal virtual | Canal digital | Proporção de tela | Programação                                |
| ------------- | ------------- | ----------------- | ------------------------------------------ |
| 14.1          | 23 UHF        | 1080i             | Programação principal da TV Arapuan / Band |

No dia 25 de março de 2013, a TV Arapuan iniciou em caráter experimental suas transmissões em HDTV pelo canal 14.1 virtual (23 UHF físico) na cidade de João Pessoa, transmitindo provisoriamente apenas a programação nacional da rede, sendo que em 27 de abril, passa a transmitir em definitivo e também passa a exibir a programação local. Em 16 de dezembro de 2013, passa a transmitir a programação local em HD.
Transição para o sinal digital
Com base no decreto federal de transição das emissoras de TV brasileiras do sinal analógico para o digital, a TV Arapuan, bem como as outras emissoras de João Pessoa, cessou suas transmissões pelo canal 14 UHF em 30 de maio de 2018, seguindo o cronograma oficial da ANATEL.

## Programas
Além de retransmitir a programação nacional da Band, a TV Arapuan produz e exibe os seguintes programas:
- Tribuna Livre: Jornalístico
- Manhã da Gente: Variedades
- Momento de Luz: Religioso
- Cidade em Ação: Jornalístico
- Rede Verdade: Jornalístico político
- Rota da Notícia: Jornalístico policial
- Frente a Frente: Debate
- Minha Cidade: Jornalístico comunitário
- Saúde e Você: Programa sobre saúde